# 京佳高速动车组列车
京佳高速动车组列车是中国铁路运行于首都北京市北京朝阳站至黑龙江省佳木斯市佳木斯站的高速动车组列车，自2021年6月25日起开行，列车客运乘务由哈尔滨局集团牡丹江客运段担当，途经北京市、河北省、辽宁省、吉林省、黑龙江省四省一市。其中北京朝阳站至佳木斯站运行8小时30分，使用车次为G3519次；佳木斯站至北京朝阳站运行8小时26分，使用车次为G3510次。

## 历史
2021年6月25日，新增北京朝阳~佳木斯G3603/3604次列车，同时原由北京局集团北京客运段京福车队担当的北京~佳木斯D25/26次列车停运。
2022年4月8日，G3604次列车延长至七台河西站始发，车次调整为G3609/3608次。
2023年7月1日，配合京哈高铁运行图第二次重排，重新安排北京朝阳~佳木斯G949/938次列车1对。
2025年7月1日，配合京哈高铁京沈段提质达标至350km/h运行而重新安排全线运行图，本对列车车次调整为G3519/3510次。

## 使用列车
本对列车现使用配属哈尔滨局集团哈尔滨西动车运用所的CRH380BG。